# Université adventiste du Brésil
L’université adventiste du Brésil (en portugais, Centro Universitário Adventista de São Paulo, ou UNASP) est une université adventiste du septième jour. Elle possède trois campus à São Paulo et Engenheiro Coelho dans l'État de São Paulo. En effectif d'étudiants, c'est l'une des plus grandes universités adventistes dans le monde. 

## Campus

### Histoire
L'université adventiste du Brésil fut fondée en 1915 à environ trente-cinq kilomètres de São Paulo par deux missionnaires, John Boehm et John Liepke, afin de former des jeunes brésiliens au ministère pastoral. À ce moment-là, l'école s'appelait Colegio Missionario da Conferencia Uniao Brasileira dos Adventistas do Setimo Dia (College missionnaire de la Fédération adventiste du Brésil). Au fur et à mesure de son développement, elle fut successivement renommée Seminario Adventista (Séminaire adventiste), Colegio Adventista Brasileiro (College adventiste du Brésil) et Instituto Adventista de Ensino (Institut adventiste d'enseignement), avant de porter son nom actuel.
En 1969, l'école des infirmiers ouvrit ses portes. En 1983, la faculté de l'éducation démarra. La même année, en raison d'un décret du maire de São Paulo, 80 % de la surface originale de l'institution fut expropriée par la municipalité pour construire des logements sociaux pour la dense population de la région. Avec la compensation financière de l'expropriation, un nouveau site de 800 hectares fut acheté en milieu rural à Artur Nogueira, appelé aujourd'hui Engenheiro Coelho, à 160 km de São Paulo.      

### Organisation
Depuis 1985, l'université adventiste du Brésil opère sur plusieurs campus :
- Le campus de São Paulo offre un cursus dans les sciences sanitaires, naturelles et exactes.
- Le campus de Engenheiro Coelho offre des formations pour les sciences sociales, les humanités, la technologie et la théologie.
- En 2002, le Lycée adventiste de São Paulo a été intégré à l'université. Il décerne une formation en éducation physique.

UNASP décerne des licences en comptabilité, éducation artistique, biologie, gestion commerciale, ingénierie civile, informatique, éducation, humanités, droit, mathématiques, infirmerie, nutrition, éducation physique, kinésithérapie, psychologie, publicité, secrétariat, communication sociale, radio et télévision, média numérique, systèmes de logiciels, théologie, traduction et interprétation.
UNASP décerne des maîtrises en éducation, théologie et théologie appliquée, ainsi que le doctorat en théologie appliquée.
UNASP possède aussi un service de cours par Internet.

### Affiliations
La faculté de théologie de l'Université adventiste du Brésil est affiliée à deux associations :
- l'Association brésilienne de théologie ;
- le Séminaire de théologie adventiste latin-américain.

### Centres de recherche
UNASP possède deux centres de recherche :
- le centre de recherche Ellen White, affilié au Ellen G. White Estate ;
- l'Institut de recherche géoscience - Brésil.

### Séjours linguistiques
UNASP offre des cours d'été pour l'apprentissage du portugais.